# Salvia nubigena

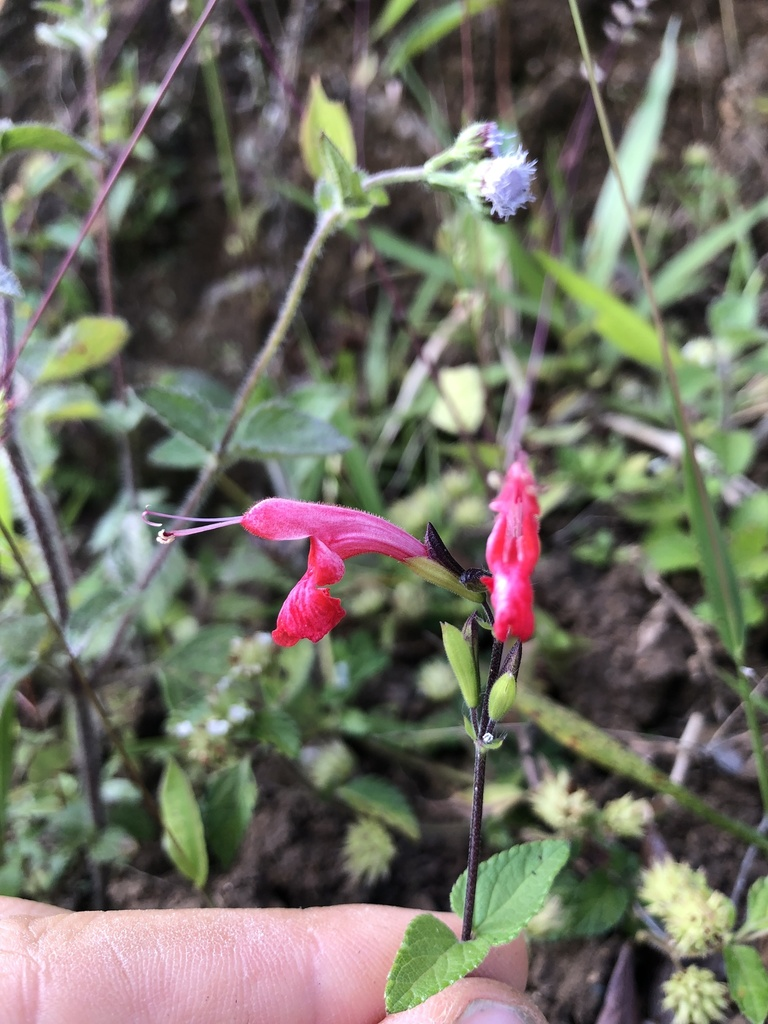

Salvia nubigena là một loài thực vật có hoa trong họ Hoa môi. Loài này được J.R.I.Wood & Harley miêu tả khoa học đầu tiên năm 1989.